# Clay City (Indiana)
Clay City – miasto w Stanach Zjednoczonych, w stanie Indiana, w hrabstwie Clay.